# Foni Jarrol
Foni Jarrol ist einer von 35 Distrikten – der zweithöchsten Ebene der Verwaltungsgliederung – im westafrikanischen Staat Gambia. Es ist einer von neun Distrikten in der West Coast Region.
Nach einer Berechnung von 2013 leben dort etwa 7146 Einwohner, das Ergebnis der letzten veröffentlichten Volkszählung von 2003 betrug 5943.
Der Name ist von Foni abgeleitet, einem ehemaligen kleinen Reich.

## Ortschaften
Die zehn größten Orte sind:
- Sintet, 1113
- Wassadu, 904
- Jarrol, 896
- Kampasa Kolly Kunda, 507
- Sintet Fula Kunda, 496
- Kalagi, 480
- Kabonbo, 371
- Brumen, 337
- Kansambou, 335
- Jorem Drammeh Kunda, 282

## Bevölkerung
Nach einer Erhebung von 1993 (damalige Volkszählung) stellt die größte Bevölkerungsgruppe die der Jola mit einem Anteil von rund vier Zehnteln, gefolgt von den Mandinka und den Fula. Die Verteilung im Detail: 24,4 % Mandinka, 20 % Fula, 0,5 % Wolof, 38,0 % Jola, 0,1 % Serahule, 0,5 % Serer, 0 % Aku, 0,3 % Manjago, 0,1 % Bambara und 16,2 % andere Ethnien.